# ソユーズ34号
ソユーズ34号(Soyuz 34、ロシア語: Союз 34)は、1979年に行われ、サリュート6号を目指したソビエト連邦の無人宇宙飛行である。ソユーズ33号がエンジンの故障に陥った後、サリュート6号の乗組員に対し信頼性のある帰還船を提供するために行われた。
ソユーズ33号の失敗の結果、ソユーズのエンジンを再設計し、またウラジーミル・リャホフとワレリー・リューミンをサリュート6号に運んだソユーズ32号はソユーズ33号と同じエンジンを積んでいたため、無人で地球に戻すことが決定された。ソユーズ34号は、打上げから73日後に乗組員を無事地球に帰還させた。

## 乗組員
打上げ時
- なし

帰還時
- 船長 - ウラジーミル・リャホフ
- フライトエンジニア - ワレリー・リューミン

## パラメータ
- 質量: 6,800 kg
- 近点: 199 km
- 遠点: 271.5 km
- 軌道傾斜角: 51.62°
- 軌道周期: 88.91分

## ミッションハイライト
ソユーズ34号は当初、ハンガリー人とソビエト人からなる2人の乗組員を乗せて1979年6月6日頃に打ち上げられる予定となっていた。これらの乗組員は、恐らくサリュート6号にドッキングすることとなっていたソユーズ33号で戻ってくることになっていたと考えられている。この推測は、次の共同ミッションが1979年6月付けのままとなっていた報道発表が1980年に確認されたことに由来する。
しかし、4月に発生したソユーズ33号のエンジンの事故の影響で、計画されたミッションの順番の入替えが必要となった。ソユーズ33号で用いられたエンジンは、既に宇宙ステーションとドッキングしているソユーズ32号のエンジンと同じモデルだったので、宇宙ステーション滞在者のウラジーミル・リャホフとワレリー・リューミンは地球に帰還するための信頼性のある機体を必要とし、エンジンを改修して、彼らの帰還用に無人でステーションに送られることが決定された。
ソユーズ34号は6月6日に無人で打ち上げられ、6月9日にステーションの後方ポートとドッキングした。この飛行自体が新しいエンジンの試験を兼ねており、その成功は、ステーションの滞在者が信頼のおける帰還手段を得たことを意味した。機体は無人だったが、いくつかの生物学実験用のサンプルが積まれていた。
ソユーズ32号には、2人分の宇宙飛行しの体重と等しくなるよう、130kg分の実験機器、実験材料、感光フィルム、その他の物品が積まれた。6月13日にドッキングから離れ、無人で地球に向かい、ジェズカズガン北西295kmの地点に着陸した。機体の状態は良かった。翌日、乗組員はソユーズ34号を前方ポートにドッキングさせ、補給船プログレス7号のために後方ポートを空けた。
8月19日、乗組員は、それまで1978年のソユーズ29号の乗組員が持っていた139日間の宇宙滞在記録を更新する175日間の記録を樹立し、ソユーズ34号で地球に帰還した。